# Cleocnemis bryantae
Cleocnemis bryantae là một loài nhện trong họ Philodromidae.
Loài này thuộc chi Cleocnemis. Cleocnemis bryantae được Willis J. Gertsch miêu tả năm 1933.